# J.D.K.BAND
J.D.K.BAND（jdkBAND）は、日本ファルコムが発売するゲームソフトの楽曲のアレンジを専門とするバンドである。

## 概要
1990年に結成された初代 J.D.K.BANDと2007年に結成されたjdkBAND（θ）の2つのバンドがある。「Falcom Sound Team jdk (J.D.K.)」はファルコムのサウンドチームの総称であるため、ファルコムの楽曲に関して作曲を行わない J.D.K.BAND とはまったく別ものである。

## 初代J.D.K.BAND
岸本友彦をリーダーとして1990年に結成されたヘヴィメタルバンドである。ジャパニーズ・メタル系のバンドを経てきたメンバーで構成されているため、曲の大半をハードロックで占めるが、プログレやバラードなどもある。1991年から1993年の夏には、セガのS.S.T.BANDやタイトーのZUNTATA、カプコンのアルフライラ、コナミの矩形波倶楽部などと共に2日間にわたり、中野サンプラザや日本青年館などで『ゲームミュージックフェスティバル』というライブ活動も行っていた。1994年頃に初代J.D.K.BANDは解散し、メンバーはそれぞれソロ活動を続けている。

### メンバー
岸本友彦をリーダーとして、全員がプロのミュージシャンで構成されている。
- 岸本友彦 (ムルバス、REACTION、エモーション) アレンジ、ベース、Vocal担当
- 松川純一郎 (元SABBRABELLS、エモーション) ギター担当
- 高梨康治 (元ヘレン、六三四Musashi、 刃-yaiba- など) キーボード担当
- 日下部"Burny"正則 (元スナイパー、B.R.J.、Gracious、Jill's Projectなど) ギター担当
- ＤＩＥ Vocal、ドラム、シンセ担当
- 白田一秀 (元PRESENCE) ギター担当。1963年5月1日 - 2023年7月29日[1][2][3][4]。60歳没。
- 山下弥生 Vocal担当
- 長織有加 Vocal担当
- 川菜翠

メンバーは時期によって入れ替わっている。

## 新生 jdkBAND
初代J.D.K.BAND解散から13年の時を経てメンバーを一新し、2007年7月に女性2人を含む6人組ユニットとして新生jdkBANDが結成された。ロックバンドながらヴァイオリニストがメンバーにいるのも特徴のひとつである。また、バンド名のスペルも「J.D.K.」から小文字の「jdk」へ変更されている。2007年9月29日の「イース誕生20周年記念」の大阪ライブでデビューを果たし、翌月10月8日には東京のclub goodmanでもライブが行われ、同ライブハウスの過去観客動員数最高記録を大幅に塗り替えた。2014年9月13日には台湾（台北レガシー）でのライブを大成功に収める。2015年3月28日に日本橋三井ホールにて行われたFalcom jdk BAND SUPER LIVE ～KISEKI 10th Anniversary～をもって新生jdkBANDは再びメンバーを大幅に入れ替えることとなり、同年6月16日に日本ファルコムは新生ファルコムjdkバンドθ（シータ）の立ち上げを発表した。メンバーは同年7月7日に同社の公式Twitterを通じて発表され、ヴァイオリンの水谷美月以外全員が新メンバーとなった。同10月17日に吉祥寺CLUB SEATAで初ライブ「Falcom jdk BAND θ Live」を開催している。

### メンバー
- 神藤由東大（バイオリン、リーダー[9][10]）
- 小寺可南子（ヴォーカル）
- イカルス渡辺（ヴォーカル）
- 水谷美月（バイオリン）
- 寺前甲（ギター）
- 井上央一（ギター）
- 榎本敦（ベース）
- 上倉紀行（キーボード）（前期バンドマスター）
- 岡島俊治（ドラム）（後期バンドマスター）
- 宮崎大介（ギター）
- 田中幹人（ギター）★
- 大原蓮（バイオリン）
- 川原麻依子（キーボード）
- 吉川慶亮（ドラム）
- 久次米真吾（ギター）
- 龍山一平（キーボード）★
- 龍山文平（ベース）★
- 畑中誇太朗（ドラム）
- 平畑徹（キーボード）★
- 有木竜郎（キーボード）★
  - ★：一回のみ出演

2015年6月以降 （jdk Band θ）
- 水谷美月（バイオリン、ヴォーカル）
- 佐坂めぐみ（ヴォーカル）
- maimie（ヴォーカル）★
- リアル☆SPiKA（ヴォーカル）★
- kosuke（ギター）
- 関口功二（ギター）
- gakia2（キーボード）
- 目純一郎（ベース）
- 山﨑善紀（ドラム）
- ＡＤＤ（サックス）
- NAOKIX（ベース）
- よしださくら（ギター）
- 谷崎航大（バイオリン）
  - ★：一回のみ出演

## バンド名の由来
アルバム『イースIV VS 風の伝説ザナドゥ J.D.K.BAND4』付属のライナーノーツによると、名付け親は日本ファルコムの創業者（現会長）の加藤正幸。J.D.K.は『ジャパン・ダイナマイト・キッズ』または『ジャンピング・デジタル・キッズ』の略とされる。

## アルバム

### J.D.K.BAND
発売は全てキングレコードのファルコムレーベルから。
- イースIII J.D.K.Special（1990年3月21日発売）
- J.D.K.BAND 1（1991年1月1日発売）
- J.D.K.BAND 2 - ダルク・ファクトの逆襲（1991年9月5日発売）
- パーフェクトコレクション イース 天空の神殿 Vol.1 J.D.K.BAND編（1993年2月24日発売）
- パーフェクトコレクション イース 天空の神殿 Vol.3 J.D.K.BAND編（1993年6月23日発売）
- Falcom Vocal Special J.D.K.BAND 3（1993年7月21日発売）
- イースIV VS 風の伝説ザナドゥ J.D.K.BAND4（1994年4月30日発売）

### jdkBAND
- ファルコムjdkバンド2008春（2008年5月15日発売）
- ファルコムvs.jdkバンド 2010 SUMMER（2010年9月10日発売）

## DVD・BD

### jdkBAND
- ファルコムjdkバンドライブ2010 inリキッドルーム（DVD）（2010年11月12日発売）
- ファルコムjdkバンド2011 Xmas Live（BD）（2012年4月発売）
- Falcom JDK BAND 2012 Super Live in nicofarre（BD）（2012年12月27日発売）
- Falcom jdk BAND 2012 SUPER LIVE（BD）（2013年8月30日発売）
- Falcom jdk BAND 2013 New Year Live in NIHONBASHI MITSUI HALL（BD）（2014年1月9日発売）
- Falcom jdk BAND 2013 Super Live in NIHONBASHI MITSUI HALL（BD）（2014年8月18日発売）